# شموئیل‌نامه
شموئیل‌نامه یا شموئیل بوخ (به ییدیش: Shmuel-Bukh به معنای کتاب شموئیل) یک منظومۀ حماسی میدراشی به زبان ییدیش است. شموئیل‌نامه که نه چندان دیرتر از نیمۀ دوم سدۀ ۱۵ میلادی شکل گرفته و به صورتی گسترده در قالب نسخۀ خطی انتشار یافته‌است، نخستین بار در ۱۵۴۴ در آوگسبورگ به چاپ رسیده‌است. فرم مصراعی آن با سرود نیبلونگ‌ها مشابهت دارد و قهرمان آن داوود کتاب مقدس است. سول لیپتسین این منظومه را بزرگ‌ترین حماسۀ دینی در زبان ییدیش قدیم نام نهاده‌است.
این منظومه نیز دیگر نمونه‌های حماسه‌های اروپایی به صورت ساده ازبرخوانی نمی‌شده، بلکه در همراهی با موسیقی به آواز خوانده می‌شده‌است. جوامع یهودی به صورت گسترده با ملودی این منظومه آشنا بوده‌اند. همانند دیگر اقتباس‌های اولیه از روایت‌های کتاب مقدس به زبان ییدیش، منظومۀ شموئیل‌نامه نیز موادی از کتاب مقدس، افسانه‌های میدراش و تفسیرهای خاخامی را با شمن قرون وسطایی شعر حماسی اروپا درهم‌آمیخته‌است و از‌این‌رو به اثری رومانتیک تبدیل شده‌است که توسط پژوهشگران به عنوان «حماسۀ ملی» اشکنازی در نظر گرفته شده که با «حماسۀ ملی» آلمانی سرود نیبلونگ‌ها، «حماسۀ ملی» فرانسوی سرود رولان و «حماسۀ ملی» انگلیسی بیوولف قابل مقایسه است.
دربارۀ مؤلف شموئیل‌نامه اختلاف نظر وجود دارد. در کنار مصراع آخر یکی از نسخه‌های باقی‌مانده نوشته‌شده که توسط موشه اسریم ویاربا ساخته شده‌است. نمی‌توان یقین حاصل کرد که این «سازنده» مؤلف اثر بوده و یا کاتب آن؛ و از آنجا که اسریم ویاربا معالی عبری برای عدد ۲۴ است که تعداد کتاب‌های کتاب مقدس عبری می‌باشد، تقریباً می‌توان مطمئن بود که این نام مستعار است. زالمان شائزیر -که در سال‌های ۱۹۶۳-۱۹۷۳ رئیس جمهور اسرائیل بود- بر این باور بود که شموئیل‌نامه توسط یک ربی اشکنازی که در قسطنطنیه (استانبول امروزی) فعالیت می‌کرده و در نیمۀ دون سدۀ ۱۵ میلادی نوشته‌شده‌است.
منظومۀ سموئیل‌نامه کتاب مقدس عبری، سنت مدراشی و داستان‌های قهرمانی آلمانی بالای میانه را ترسیم می‌کند.